# N305 (België)
De N305 is een gewestweg in België tussen Dentergem (N459) en Meulebeke (N399). De weg is ongeveer 11 kilometer lang.
De gehele weg bestaat uit totaal 2 rijstroken voor beide richtingen samen.

## Plaatsen langs N305
- Dentergem
- Verre-Ginste
- Haantjeshoek
- Meulebeke